# 파리 아쿠아틱 센터
파리 아쿠아틱 센터(Paris Aquatic Centre) 또는 상트르 아카티크 올랭피크(프랑스어: Centre aquatique olympique)는 프랑스 생드니에 위치한 아쿠아틱 센터로, 2024년 파리 하계 올림픽 기간 동안 다이빙, 수구, 아티스틱스위밍 등 수중 스포츠 경기를 개최할 예정이다. 센터 맞은편에는 프랑스 국립 경기장인 스타드 드 프랑스가 위치하며 두 경기장은 인도교로 연결되어 있다. 파리 아쿠아틱 센터는 메트로폴 뒤 그랑 파리의 관리 하에 지어졌다.

## 역사
2005년 초, Aubervilliers는 Fort d'Aubervilliers 부지에 대한 2012 파리 올림픽 입찰과 관련된 재개발 프로젝트에 대한 요청을 받았다. 야외 수영장을 포함해 5개의 수영장으로 구성된 파리 아쿠아틱 센터는 이동식 스탠드에서 15,000명의 관중을 수용할 수 있었다.
2024년 파리 올림픽 유치를 계기로 이 프로젝트가 다시 시작되었다. 2016년 6월, 파리 올림픽 조직 위원회는 생드니 올림픽 아쿠아틱 센터를 당시 스타드 드 프랑스 서쪽에 위치한 엔지 연구 센터가 있던 부지에 짓기로 결정했다. 이 프로젝트는 2017년 3월에 시작되었으며 2017년 6월, 올림픽 아쿠아틱 센터로 공식 명명되었다. 2017년 12월 19일, 에마뉘엘 마크롱 프랑스 대통령이 참석한 가운데 기공식이 시작됐으며 2024년 4월 4일에 개장했다.
올림픽이 끝난 후 경기장은 2025년 6월 대중에게 다시 개방될 예정이다.

## 개요
5,000명을 수용할 수 있도록 지어진 파리 아쿠아틱 센터는 올림픽이 끝난 후에는 수용인원을 2,500명으로 축소할 예정이다.

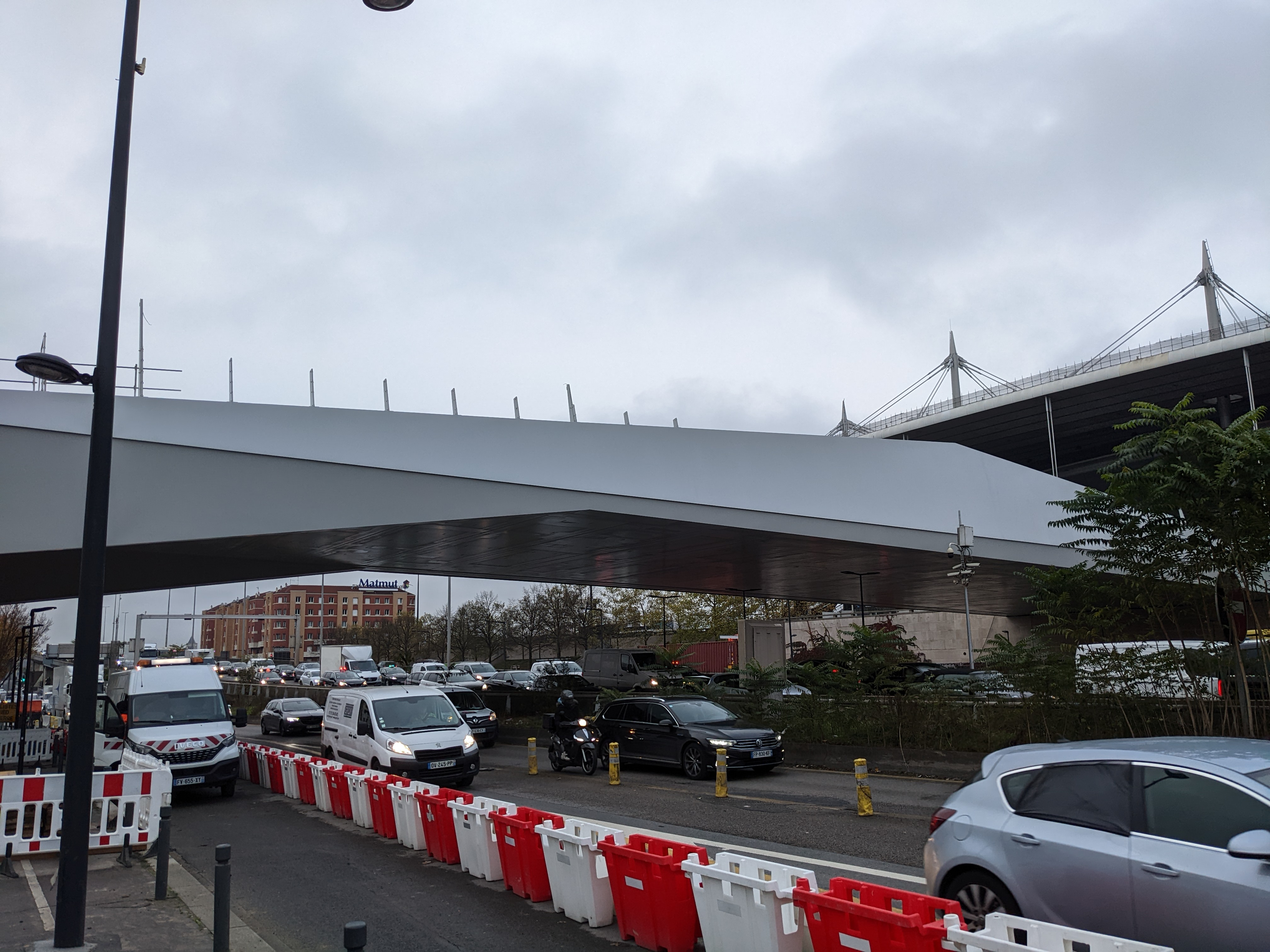
스타드 드 프랑스와 파리 아쿠아틱 센터를 이어주는 인도교

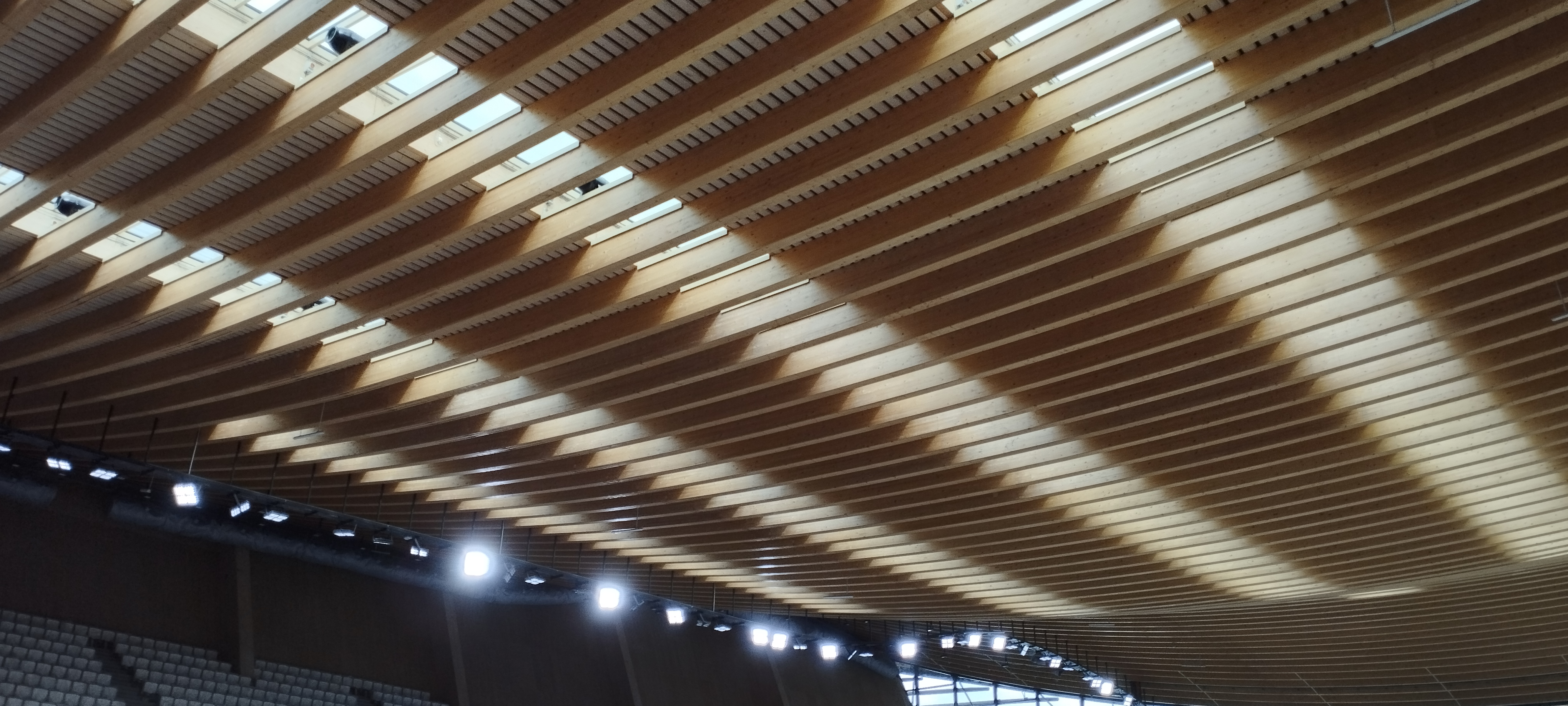
목재로 된 파리 아쿠아틱 센터 천장

아쿠아틱 센터는 전체적으로 목재를 활용하여 지어졌으며, 재활용 플라스틱으로 만든 좌석, 난방에 필요한 에너지 양을 제한하기 위한 얕은 수영장 등 친환경적이고 지속 가능하도록 설계되었다. 파리 아쿠아틱 센터와 스타드 드 프랑스는 오토루트 1호선을 가로지르는 인도교를 통해 서로 연결되어 있다. 센터에는 각각 50m 길이의 실내 수영장과 야외 수영장이 있으며 다이빙 수영장, 수구 수영장도 있다. 이 외에도 스파와 피트니스 공간도 마련되어 있다. 올림픽이 끝난 후 아쿠아틱 센터는 지역 및 전국 대회에도 사용될 예정이며 일반 대중에게도 공개될 예정이다.